# Quentalia excisa
Quentalia excisa är en fjärilsart som beskrevs av J. Peter Maassen 1890. Quentalia excisa ingår i släktet Quentalia och familjen silkesspinnare. Inga underarter finns listade.